# بیمارستان محلی شیکو
بیمارستان محلی شیکو (به لاتین: Chicuque Rural Hospital) یک بیمارستان در موزامبیک است که در Chicuque واقع شده‌است.